# Октябрський (Суєтський район)
Октя́брський (рос. Октябрьский) — селище у складі Суєтського району Алтайського краю, Росія.

## Населення
Населення — 182 особи (2010; 279 у 2002).
Національний склад (станом на 2002 рік):
- росіяни — 93 %